# Boston Blackie Goes Hollywood
Boston Blackie Goes Hollywood é um filme policial estadunidense de 1942, dirigido por Michael Gordon e estrelado por Chester Morris. É o quarto dos quatorze filmes da série "Boston Blackie" da Columbia Pictures, baseada no personagem de ficção de Jack Boyle.

## Elenco
- Chester Morris como Boston Blackie
- William Wright como Slick Barton
- Constance Worth como Gloria Lane
- Lloyd Corrigan como Arthur Manleder
- Richard Lane como Inspetor John Farraday
- George E. Stone como The Runt
- Forrest Tucker como Whipper

## Recepção
No Rotten Tomatoes, o filme detém um índice de 80% de aprovação da audiência. Com uma nota média de 3,7 de 5.